# Kim Newman
Kim Newman, född 31 juli 1959 i London, England, är en brittisk författare av noveller och romaner med skräck, alternativhistoria och fantasy som tema. Han arbetar även till vardags som filmkritiker och brukar benämnas som en expert på kultfilmer med skräck- och science-fictionstema. 
Han är också känd under pseudonymen Jack Yeovil.

### Kim Newman-romaner
- The Night Mayor (1989)
- Bad Dreams (1990)
- Jago (1991)
- Anno Dracula (1992)
- The Quorum (1994)
- The Bloody Red Baron (1996)
- Back in the USSA (1997)
- Dracula Cha Cha Cha (1998)
- Life's Lottery (1999)
- Time and Relative (2001)

### Som Jack Yeovil
- Drachenfels (1989)
- Demon Download (1990)
- Krokodil Tears (1990)
- Comeback Tour (1991)
- Beasts in Velvet (1993)
- Genevieve Undead (1993)
- Route 666 (1994)
- Orgy of the Blood Parasites (1994)
- Silver Nails (2002)
- The Vampire Genevieve (2005)

### Novellsamlingar
- The Original Dr Shade, and Other Stories (1994)
- Famous Monsters (1995)
- Back in the USSA (1997)
- Where the Bodies Are Buried (2000)
- Seven Stars (2000)
- Unforgivable Stories (2000)
- Dead Travel Fast (2005)
- The Man from the Diogenes Club (2006)
- The Secret Files of the Diogenes Club (2007)

### Facklitteratur
- Ghastly Beyond Belief: The Science Fiction and Fantasy Book of Quotations (med Neil Gaiman) (1985)
- Nightmare Movies: A Critical History of the Horror Film Since 1968 (1985)
- Horror: 100 Best Books (med Stephen Jones) (1988)
- Wild West Movies: Or How the West Was Found, Won, Lost, Lied About, Filmed and Forgotten (1990)
- The BFI Companion to Horror (1996)
- Millennium Movies: End of the World Cinema (1999)
- BFI Film Classics: Cat People (1999)
- Science Fiction/Horror Sight and Sound Reader (2001)
- BFI TV Classics: Doctor Who (2005)
- Horror: Another 100 Best Books (med Stephen Jones) (2005)
- Horror: The Complete Guide to the Cinema of Fear (med James Marriott) (2005)